# كرمة (قرية)
كرمة هي قرية فلسطينية بمحافظة الخليل،تقع على بعد تسعة عشر كيلومترا جنوب غربي مدينة الخليل وتتبع اداريا لمدينة دورا جنوب الضفة الغربية. وفقا للجهاز المركزي للجهاز المركزي للإحصاء الفلسطيني، كان عدد سكان القرية من 1،386 في عام 2007.